# Francesco De Nisi
Francesco De Nisi (Filadelfia, 18 settembre 1968) è un politico italiano.

## Biografia
Laureato in Ingegneria al Politecnico di Milano, ha iniziato la sua carriera politica nel 1997 nel comune di Filadelfia.

### Sindaco e presidente di provincia
Eletto consigliere provinciale a Vibo Valentia con il Partito Popolare Italiano nel 1999, divenne sindaco del suo paese natale nel 2001. Tre anni più tardi venne riconfermato al consiglio provinciale e rieletto Sindaco nel 2006 con una maggioranza dell'89,8%.
È stato da sempre iscritto ai partiti di ispirazione cattolica (DC, Partito Popolare, Margherita, PD). Alle elezioni politiche del 2006 si candida alla Camera dei deputati nella lista L'Ulivo nella circoscrizione Calabria ma non viene eletto.
Alle amministrative del 2008 è stato candidato presidente della provincia di Vibo Valentia da un'ampia coalizione di centrosinistra ed è risultato vincente al primo turno con il 58,5% dei voti. Il suo mandato amministrativo doveva scadere nel 2013 ma a seguito delle sue dimissioni irrevocabili del 29 ottobre 2012 divenute definitive il 18 novembre è terminato prima.

### Attività successive
Nel dicembre 2012 si candida alle primarie del PD, in provincia di Vibo Valentia, indette per eleggere i candidati del partito al Parlamento Italiano in vista delle elezioni politiche del 2013, le primarie si sono svolte il 29 dicembre 2012 e De Nisi ottiene il secondo posto con 4.547 voti dopo il vincitore Bruno Censore che ne ottiene 5.460. In virtù di questo risultato alle elezioni politiche del 2013 De Nisi è candidato al Senato della Repubblica in sesta posizione nella lista PD nella regione Calabria ma non viene eletto.
Alle elezioni regionali in Calabria del 2014 è stato candidato alla carica di consigliere regionale nella lista del PD ma non è stato eletto nonostante il risultato di 9.000 preferenze conseguite.
Alle elezioni regionali della Calabria del 2020 è stato candidato con il presidente Santelli conseguendo la cifra elettorale di oltre 7000 preferenze nella lista della Casa delle Libertà.
Nel maggio 2021 diventa vicecoordinatore regionale di Cambiamo!, il partito di Giovanni Toti. Alle elezioni regionali del 3 e 4 ottobre 2021 è stato tra i promotori della lista Coraggio Italia e candidato nella circoscrizione centro Calabria ha conseguito la cifra elettorale di 9158 preferenze risultando tra i consiglieri regionali eletti più votati.
Nel marzo del 2022 aderisce a Italia al Centro, il nuovo partito di Giovanni Toti e Gaetano Quagliarello, di cui diventa segretario regionale. Con il divorzio tra Italia al Centro e Coraggio Italia De Nisi lascia quest'ultimo, rimanendo tuttavia iscritto al gruppo consiliare della lista di elezione.
Nel gennaio del 2023, insieme al capogruppo dell’UdC Graziano, aderisce ad Azione, continuando a far parte però della maggioranza di centro-destra. Nel maggio del 2024, in occasione delle elezioni europee, viene candidato da Azione nella circoscrizione meridionale.

## Vicenda giudiziaria
Il Presidente De Nisi è stato indagato e rinviato a giudizio per omissione di atti d'ufficio, secondo l'accusa all'epoca in cui ricopriva la carica di Sindaco di Filadelfia (VV) in concorso con altre sei persone (ex amministratori locali e dipendenti comunali) non avrebbe attivato le proprie competenze per assicurare il corretto funzionamento dei depuratori comunali. Nell'ottobre 2011 è stato assolto per questa vicenda dal Tribunale di Lamezia Terme perché il fatto non sussiste.